# 阿塔盖
阿塔盖（羅馬化：Atagay）是俄罗斯伊尔库茨克州的工人村（市级镇），属下乌金斯克区，位于丘纳河（乌达河）畔，在区行政中心下乌金斯克东北、州府伊尔库茨克西北方。
该地2021年人口有1,445人；2010年人口1,740；2002年人口1,853；1989年人口4,177。